# Myriotrema myriocarpon
Myriotrema myriocarpon är en lavart som först beskrevs av Fée, och fick sitt nu gällande namn av Hale 1980. Myriotrema myriocarpon ingår i släktet Myriotrema och familjen Thelotremataceae.   Inga underarter finns listade i Catalogue of Life.